# Jonathan Howson
Jonathan Mark 'Jonny' Howson (Morley, 21 mei 1988) is een Engels voetballer die bij voorkeur als middenvelder speelt. Hij verruilde in 2012 Leeds United voor Norwich City.

## Clubcarrière

### Leeds United
Howson komt uit de jeugdopleiding van Leeds United. Op 20 september 2006 maakte hij zijn profdebuut, in de League Cup tegen Barnet. Eén dag later werd de coach Kevin Blackwell ontslagen. Zijn nieuwe coach Dennis Wise liet hem in december zijn competitiedebuut maken tegen Hull City. Hij werd meteen uitgeroepen tot man van de wedstrijd. In februari 2007 scoorde hij zijn eerste profdoelpunt tegen Norwich City. In zijn eerste seizoen kwam hij in negen competitiewedstrijden aan spelen toe. In totaal speelde hij in zes seizoenen 186 competitiewedstrijden voor Leeds United, waarin hij 23 doelpunten scoorde.

### Norwich City
Op 18 januari 2012 werd bekend dat Leeds United een bod van Norwich City aanvaardde op Howson. Op 24 januari tekende hij bij Norwich City. Hij debuteerde op 3 maart 2012 tegen Stoke City. Op 7 april scoorde hij zijn eerste doelpunt in de Premier League tegen Everton. Na de wedstrijd prees Norwich City-manager Paul Lambert het optreden van Howson. Hij vergeleek hem qua precisie in de passing met Andrés Iniesta.
1 Gunn ·
3 Stacey ·
4 Duffy ·
5 Hanley  ·
6 Doyle ·
7 Sainz ·
8 Gibbs ·
9 Sargent ·
10 Barnes ·
11 Marcondes ·
12 Long ·
14 Chrisene ·
16 Fassnacht ·
17 Crnac ·
18 Amankwah ·
19 Sørensen ·
20 Ben Slimane ·
21 Gordon ·
23 McLean ·
25 Hernández ·
26 Núñez ·
29 Schwartau ·
33 Córdoba ·
35 Fisher ·
37 Mair ·
40 Hills ·
41 Forsyth ·
50 Warner ·
Coach: Thorup
· Assistent-coach: Riddersholm